# 자기조직화
자기조직화는 복잡성 과학의 이론을 토대로 하여 출현한 이론이다.
자기조직화를 행정시스템적 관점에서 바라보면, 자기조직화(self-organization)란 시스템의 구조가 외부로부터의 압력이나 관련이 없이 스스로 혁신적인 방법으로 조직을 꾸려나가는 것을 말한다. 즉, 한 시스템안에 있는 수많은 요소들이 얼기설기 얽혀 상호관계나 복잡한 관계를 통하여 끊임없이 재구성하고 환경에 적응해 나간다.
자기조직화의 대표적인 사례로 일리야 프리고진이 제시한 사례를 들 수 있다. 그는 점균류 곰팡이를 관찰하여 자기조직화 이론을 도출해내었는데, 점균류 곰팡이는 영양분이 모자라게 되면 서로 신호를 보내어 수만 마리가 일제히 요동을 시작하여 한 곳에 모여 어떤 수준에 도달하게 되면 그들은 응집 덩어리를 형성하고 하나의 유기체가 되어 기어다니며 영양을 섭취한다. 이 후에, 환경이 다시 나아지면 다시 흩어져서 단세포 생물의 자리로 돌아가는 것이다. 이처럼 자기조직화 이론은 과학적인 측면에서뿐만 아니라 혁신을 주도하는 세계의 흐름 속에서 주목 받는 이론이라고 정의할 수 있다.

## 같이 보기
- 자기생산
- 정보 이론
- 떼 지능
- 페르 박
- 만프레트 아이겐
- 폴 크루그먼
- 리 스몰린